# Centrès

Centrès este o comună în departamentul Aveyron din sudul Franței. În 1 ianuarie 2022 avea o populație de 462 de locuitori.